# 克什米爾班智達
克什米爾潘迪特，是一個婆羅門社區，分布於印度查谟和克什米尔邦，也是當地唯一仍存在的印度教社羣。
克什米爾一直是印度教-佛教地區，直到九世纪受加茲尼王朝入侵，直到十四世纪不斷有穆斯林入侵和穆斯林傳教士來到克什米爾，多数克什米爾人改宗伊斯蘭教，只有少数仍信仰印度教。
公元1587年，阿克巴征服克什米爾。莫臥兒王朝在他的統治下印度教徒享有的人身和財產安全，並獲分配較高的政府職位。正是他高興他們的知識，賜他們姓班智達。他們多数為克什米爾地區多格拉王朝服務。